# Canoa/kayak ai XVII Giochi del Mediterraneo - K1 200 metri femminile
Le gare di canoa/kayak nella categoria K1 200 metri femminile si sono tenute il 29 giugno 2013 alla Seyhan Baraj Gölü di Adana.

## Calendario
Fuso orario EET (UTC+3).
| Data      | Ora   | Turno  |
| --------- | ----- | ------ |
| 29 giugno | 09:30 | Finale |

## Risultati
Le 7 atlete disputano direttamente la finale

### Finale
| Pos. | Atleta                  | Nazionalità | Tempo  | Corsia |
| ---- | ----------------------- | ----------- | ------ | ------ |
|      | Špela Ponomarenko Janić | Slovenia    | 40"689 | 5      |
|      | Norma Murabito          | Italia      | 42"158 | 6      |
|      | Milica Starovic         | Serbia      | 42"522 | 3      |
| 4    | Ainara Portela Martin   | Spagna      | 42"633 | 4      |
| 5    | Sofia Pipitsouli        | Grecia      | 44"750 | 1      |
| 6    | Busra Cevik             | Turchia     | 47"682 | 2      |
| 7    | Abir Ben Ismail         | Tunisia     | 48"310 | 7      |